# Île Grande
Ne doit pas être confondu avec Île-Grande.
L'île Grande, en italien isola Grande, est une île italienne dans le canal de Sicile, appartenant administrativement à Marsala.

## Description

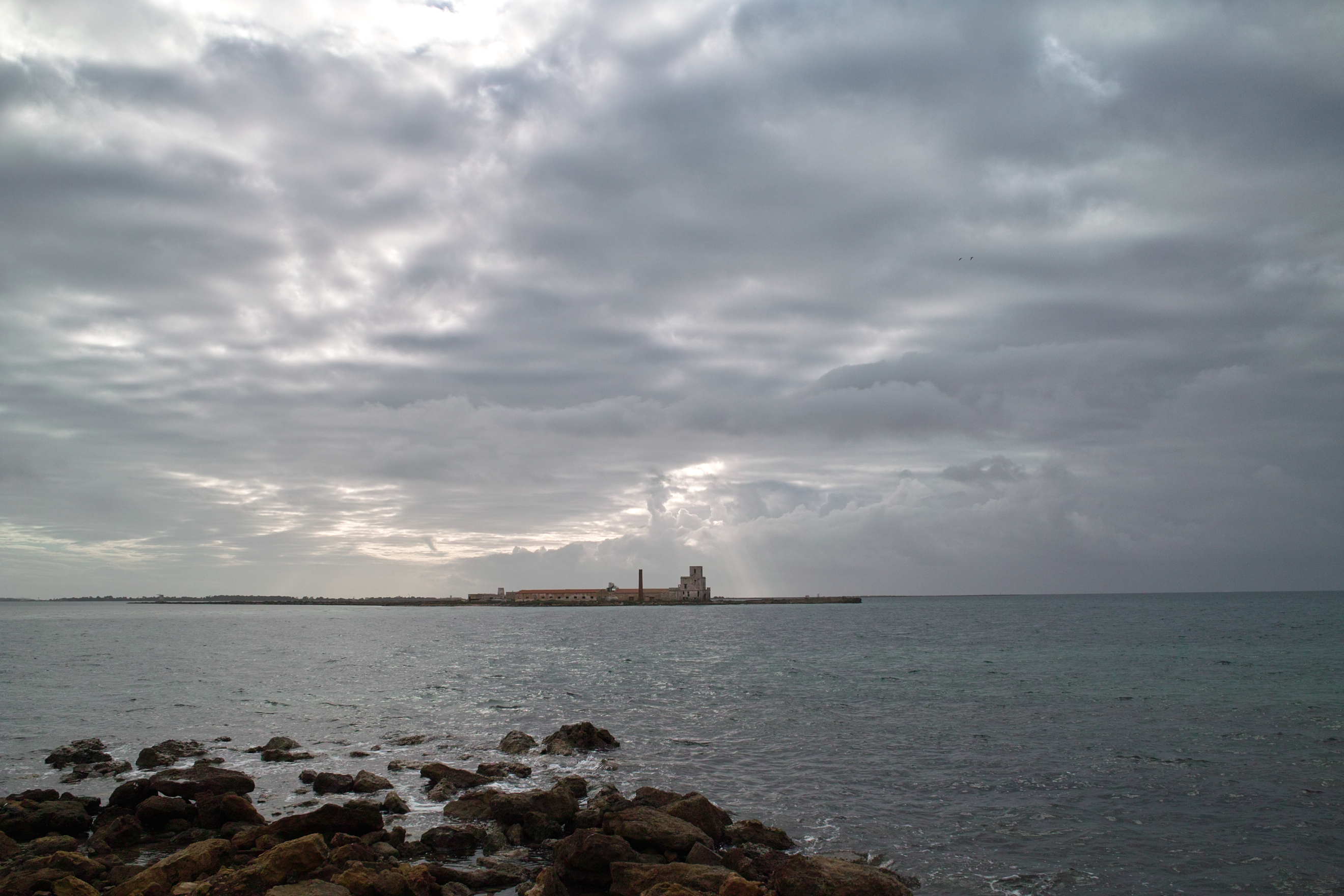
Vue de l'île

Elle fait partie de la réserve naturelle régionale des îles de Stagnone di Marsala et s'étend sur environ 6,1 km de longueur pour une largeur approximative de 2,4 km. De formation récente, elle s'est constituée de la réunion de plusieurs îlots rocheux et de bancs de sable. Une carte du XVIe siècle, montre qu'elle était formée de cinq îles (Frati Janni, Altavilla, Burrone, Sorci et San Todaro) qui été reliées par des canaux.
Il y reste des mines de sel abandonnés, une forêt et des plages de sable fin. Elle abrite aussi l'une des rares populations existantes de Calendula suffruticosa subsp. maritima.